# M70 (Машрік)
M70 — основний шлях зі сходу на захід у міжнародній мережі доріг Арабського Машреку, що з’єднує міста Ель-Кувейт і Янбу-ель-Бахр. Дорога починається в Кувейті, потім пролягає через Хафар ель-Батін, Артавію, Бурайду та Медіну до Янбу-ель-Бахр. Дорога пролягає через дві країни, а саме Кувейт і Саудівську Аравію.

## Номери національних доріг
| Номер             | Маршрут                    |
| Кувейт            | Кувейт                     |
| ----------------- | -------------------------- |
| 70                | Кувейт - Саудівська Аравія |
| Саудівська Аравія |                            |
| 50                | Кувейт - Артавія           |
| 60                | Артавія - Янбу-ель-Бахр    |